# 미래에셋생명보험
미래에셋생명보험 주식회사[영어: MIRAE ASSET Life Insurance Co., Ltd., 미래에셋생명보험(주)]는 대한민국의 생명 보험업을 영위하는 기업이자 독점규제 및 공정거래에 관한 법률에 의거 대규모 기업집단으로 지정된 미래에셋그룹[※기업집단 동일인: 박현주, 기업집단 대표회사: 미래에셋캐피탈(주)]에 소속되어 있는 계열회사이다.

## 역사
1988년 대전생명보험으로 창립되어 생명보험사업 허가를 취득하였다. 1992년 중앙생명보험으로 상호를 변경하였다. 1997년 SK그룹에 인수되어 SK생명보험으로 상호를 변경하였다. 2000년 7월 국민생명보험과 한덕생명보험을 흡수합병하였다. 2005년 미래에셋그룹에 인수되어 미래에셋생명보험으로 상호를 변경하였다. 2018년 3월 PCA생명보험을 흡수합병하였다. 2018년 5월 베트남 미래에셋프레보아생명을 출범하였다.